# Maximilian Nitze

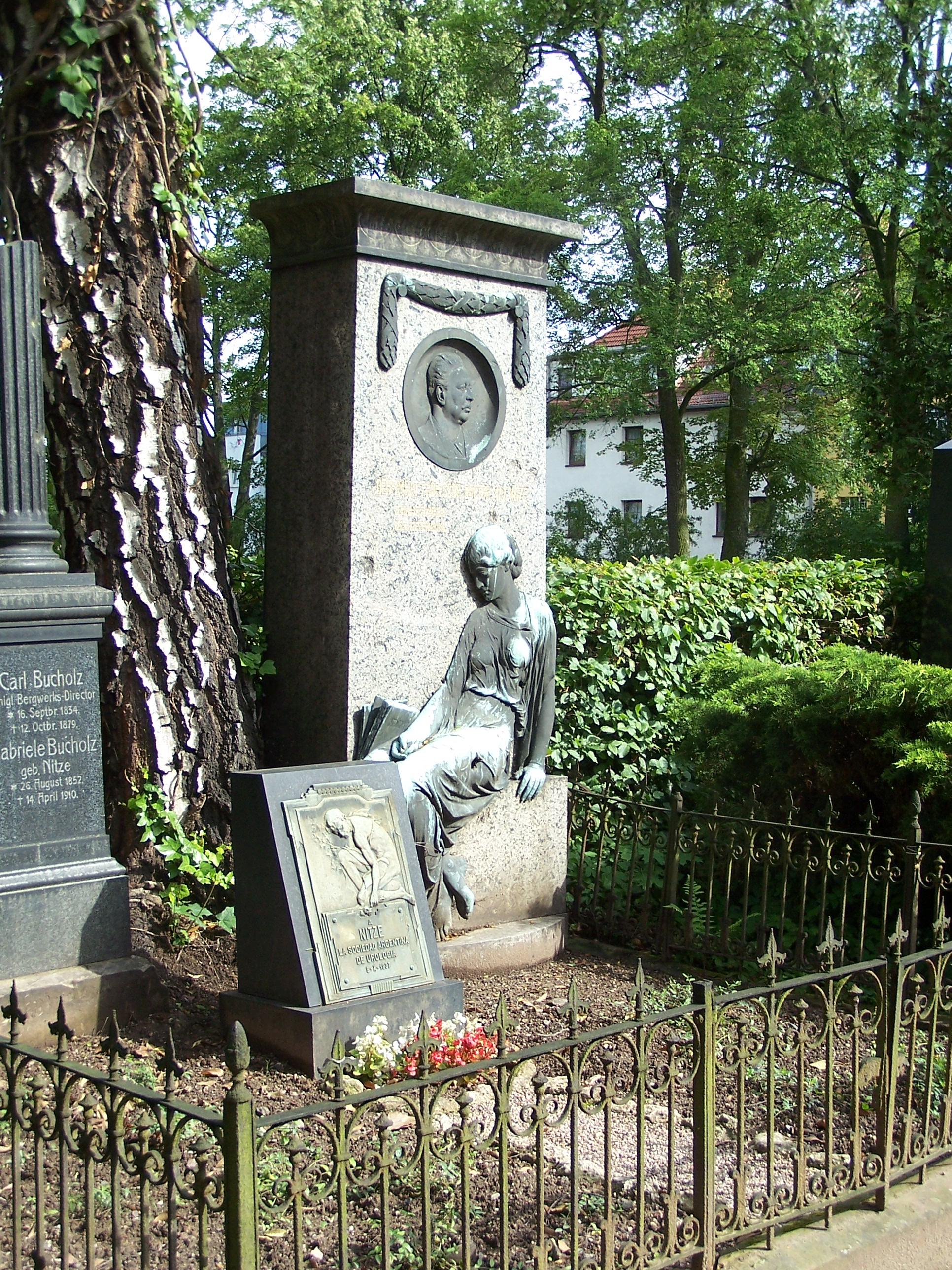
Grób Maximiliana Nitzego na cmentarzu w Eisenach

Maximilian Carl-Friedrich Nitze (ur. 18 września 1848 w Berlinie, zm. 23 lutego 1906 tamże) – niemiecki lekarz urolog. 

## Życiorys
Nitze studiował medycynę na Uniwersytecie Ruprechta i Karola w Heidelbergu, Uniwersytecie Juliusza i Maksymiliana w Würzburgu oraz Uniwersytecie w Lipsku. W 1874 otrzymał tytuł doktora medycyny, po czym był asystentem w drezdeńskim szpitalu. W latach 80. XIX wieku założył prywatny szpital urologiczny w Berlinie, a później został profesorem urologii na Uniwersytecie Fryderyka Wilhelma w tym mieście.

## Dorobek naukowy
Razem z Josephem Leiterem wynalazł cystoskop. Cystoskop Nitzego-Leitera został zademonstrowany publicznie w 1879 roku. Urządzenie zawierało elektrycznie podgrzewany drut platynowy służący jako źródło światła, system chłodzenia wodą i teleskopowo ustawione soczewki pozwalające na uzyskanie obrazu. Wynalezienie żarówki przez Edisona pozwoliło na dalsze ulepszenia budowy cystoskopu, w 1887 roku Nitze skonstruował urządzenie nie wymagające już chłodzenia.
Jako pierwszy wykonywał endoskopowe fotografie. Wkrótce po śmierci Nitzego cystoskop posłużył do pierwszej torakoskopii. W 1901 niemiecki lekarz Georg Kelling wykonał pierwszy zabieg laparoskopowy u psa. W uznaniu jego zasług ufundowano Medal Maximiliana Nitzego, przyznawany przez Niemieckie Towarzystwo Urologiczne za wybitne osiągnięcia na polu tej specjalności lekarskiej.

## Wybrane prace
- Lehrbuch der Kystoskopie. Wiesbaden 1889
- Kystophotographischer Atlas. Wiesbaden 1894
- Eine neue Beobachtungs- und Untersuchungsmethode für Harnröhre, Harnblase und Rectum. Wiener Medizinische Wochenschrift 29, 24 (1879)